# ダーティハリー3
『ダーティハリー3』（原題 The Enforcer）は、1976年製作のアメリカ映画。『ダーティハリー』シリーズの3作目。ワーナー・ブラザース配給。全5作中、ラロ・シフリンが音楽を担当していない唯一の作品である。

## あらすじ
ハリー・キャラハンは相棒のフランクと共に強盗現場に急行し、いつものように物的被害を気にせず、犯人を射殺して事件を早期に解決する。このことで市長や上司のマッケイを怒らせ、ハリーは人事課へ異動となる。翌日の刑事昇任試験では、実際の現場を無視して、女性を一定数増やす市の方針に反感を覚え、ハリーは軽犯罪者を捕まえたこともないという女性候補ケイト・ムーアに厳しくあたる。
一方、新たな相棒と巡回中のフランクはハミルトン兵器工場の武器強奪事件に遭遇し、犯人グループを追い詰める。だが、隙を突かれて、一味のボスに背後からサバイバルナイフで刺されてしまい、その負傷がもとで殉職してしまう。そして、犯人グループは「人民革命軍団」を名乗り、100万ドルを要求する。殺人課へ戻されたハリーは、かつて関わった事件で主犯を見たことがあるというフランクの最期の言葉を手がかりに捜査を始めるが、マッケイより、そこで新たな相棒として刑事に昇格したケイトを紹介される。
ハリーとケイトは検死解剖の立会い中に爆弾テロに遭遇し、現場に居合わせた怪しい黒人ヘンリーを追跡の末に確保する。彼が兵器工場から盗まれた爆弾を所持していたことと、黒人過激派のムスタファと関係のある人物であったことから、マッケイは今回の犯人は黒人過激派であると決めつける。ハリーはムスタファのアジトを訪れ、そこで主犯がボビー・マックスウェルという白人であると情報提供を受ける。だがハリーが去った後、マッケイ率いる市警がアジトを包囲し、一連の事件の犯人としてムスタファを逮捕してしまう。市長は選挙対策の一環としてハリーとケイトにムスタファ逮捕の表彰を行おうとするが、ハリーはそれに反発し、マッケイから180日の職務停止を命令される。
金が手に入らないボビー一味は、今度は市長を誘拐し、警察に500万ドルの身代金を要求する。停職中のハリーは、窮地に陥ったマッケイから協力を求められるが、犯人の要求を飲むことを知って拒否し、単独で捜査を始める。そして保釈されたムスタファからボビーの情婦ワンダのことを聞き出し、彼女が務める風俗店へ向かう。そこでジョン神父の下にいることを聞き出したハリーは、神父に詰め寄るが、ワンダに撃たれそうになったところをケイトに救われる。そしてハリーは、ボビーの協力者であった神父から彼らがアルカトラズ島に潜伏していることを吐かせる。
アルカトラズ島にやってきたハリーとケイトはさっそくボビーたちと銃撃戦になる。ケイトは市長を救出してハリーと合流するが、直後にボビーに射殺され、市長が連れ去られてしまう。ハリーはケイトの復讐を誓ってボビーを追い、彼が落としたM72 LAWで監視塔ごと彼を吹き飛ばして復讐を果たす。市長はハリーに感謝状を贈ると告げるが、ハリーは市長の元を離れ、ケイトの遺体の前で立ち尽くす。

## 登場人物
ハリー・キャラハン
主人公。サンフランシスコ市警の刑事。
警察・司法に対する規範が厳しくなった時代にあって強引な捜査を行い、被疑者を射殺することも厭わないため煙たがれる刑事。悪評の高さから物語序盤で殺人課から人事課へ異動となるが、すぐに復帰する。

### 警察
ケイト・ムーア
市警の新人刑事。ハリーの新しい相棒。
軽犯罪者も捕まえたことがない巡査（制服警官）で、物語序盤の刑事登用試験で合格し刑事となる。失敗を犯し最初はハリーとの間に溝が生じていたが、次第に心が通じ合っていく。
強奪されたM72 LAWの発射デモンストレーションの際にバックブラスト（後方爆風）の危険を知らずに射手の真後ろから覗き込もうとしてハリーに引きはがされるなど銃器に関しての知識は薄い。
マッケイ　
市警の警部。殺人課（字幕では課長、吹替版では本部長）。
今作におけるハリーの上司で彼に手を焼いている。市長に近い人物で、彼の意向を受けて動いている面もある。序盤でハリーを人事課へ飛ばし、中盤では停職処分を言い渡す。
フランク・ディジョージオ
市警の刑事。ハリーの相棒。
肥満体の男性で第1作から登場している（ただしエンドクレジットの綴りは作品ごとに微妙に異なっている）。序盤ではハリーの相棒として行動し、ハリーが人事課へ異動となった後は、新しい相棒と共に行動していた。ボビーらのハミルトン兵器工場襲撃を発見して彼らを逮捕しようとしたが、ボビーに刺され殉職する。
アル・ブレスラー
市警の警部補（吹替えでは警部）。
第1作にも登場している人物でハリーとの関係は長い。マッケイの腰巾着で、ハリーに理解を示す一方で、マッケイや市長の意に沿わない彼をマッケイと共に責める。

### 人民革命軍団
ボビー・マックスウェル
テロリスト集団のリーダー。
ベトナム戦争の帰還兵で、殺人を楽しんでいる危険性から不名誉除隊処分になった男。目的のためなら殺人を一切厭わず、足手まといになれば、味方すら平気で殺す残虐非道な性格。かつてハリーとフランクが関わった事件にも容疑者として尋問された過去を持つ。
ミキ
テロリスト集団のメンバー。
若い女性で物語冒頭でガス会社のトラックを奪うために作業員を誘惑し、ボビーに殺させる。ハミルトン兵器工場での盗みの際に、フランクの暴発した銃弾が命中してしまい瀕死の状態となる。その後、足手まといになると見なされて、ボビーに射殺される。
ヘンリー
テロリスト集団のメンバー。
かつてムスタファの下で働いていた黒人。兵器工場から盗んだ爆弾でテロを行う。たまたま現場に居合わせたハリーに追跡され、逃亡劇の果てにジョン神父の教会で捕まる。
ワンダ
テロリスト集団のメンバー。ボビーの情婦。
風俗店で働いていたが劇中の2週間ほど前から来なくなり、ガーベイ街の教会に行くようになる。ボビーの行方を捜すハリーがジョン神父から情報を吐かせようとしたところを、シスターの格好で背後から銃撃しようとしたが、ケイトに射殺される。
ジョン神父
ガーベイ街の教会の神父。
犯罪者の更生などで名の知られた人物。ハリーのことを知っており「サンフランシスコの恥」として嫌う。ヘンリーの逮捕の際に登場しており、物語終盤でハリーがワンダを捜す中で再び登場する。
実はボビーの協力者で、彼らの無差別テロに等しい殺戮を「神の戦い」と評しており、多少の犠牲は止むを得ないとまで言う。ワンダの死を慎んだ後、ハリーにボビー達のメンバーがアルカトラズ島に潜伏している事を吐かされる。

### その他
サンフランシスコ市長
自身の支持率と選挙にしか興味がないリベラルな政治家。警察組織における女性の割合を増やすなどの政策を行う。ムスタファの逮捕をケイトの功績として公表し、ひいては自分の功績（女性を増やす警察組織改革の成果）にしようとした。中盤でボビーらに誘拐されてしまう。
ビッグ・エド・ムスタファ
黒人過激派のリーダー。
マッケイから一連のテロ事件の犯人と見なされていた人物。しかし、事件には一切関係なく、ハリーに取引を持ちかけボビーの情報を提供する。その直後に功を焦ったマッケイに逮捕されてしまうが、やがて保釈され、再びハリーに情報提供を行う。
演じたアルバート・ポップウェルは第1作からそれぞれ異なる役で出演している。

## キャスト
| 役名                     | 俳優                         | 日本語吹替                                                                                           |
| 役名                     | 俳優                         | テレビ朝日版 （追加録音版）                                                                          |
| ------------------------ | ---------------------------- | --- |
| ハリー・キャラハン       | クリント・イーストウッド     | 山田康雄 （多田野曜平）                                                                              |
| ケイト・ムーア           | タイン・デイリー             | 戸田恵子 （坂井恭子）                                                                                |
| アル・ブレスラー         | ハリー・ガーディノ           | 田口計 （木下浩之）                                                                                  |
| マッケイ市警察本部長     | ブラッドフォード・ディルマン | 小林勝彦 （佐々木勝彦）                                                                              |
| フランク・ディジョルジョ | ジョン・ミッチャム           | 今西正男                                                                                             |
| ボビー・マクスウェル     | デヴァレン・ブックウォルター | 玄田哲章 （不明）                                                                                    |
| サンフランシスコ市長     | ジョン・クロウフォード       | 島宇志夫 （木村雅史）                                                                                |
| ワンダ                   | サマンサ・ドーン             | 長島亮子 （不明）                                                                                    |
| ブチンスキー             | ロバート・F・ホイ            | 石丸博也                                                                                             |
| ミキ                     | ジョセリン・ジョーンズ       | 小宮和枝                                                                                             |
| ジョン神父               | M・G・ケリー                 | 若本紀昭                                                                                             |
| ジミー・マーティン       | ニック・ペリグリノ           | 飛田展男                                                                                             |
| エド・ムスターファ       | アルバート・ポップウェル     | 渡部猛                                                                                               |
| その他                   |                              | 西村知道 有本欽隆 目黒光祐 千田光男 杉田俊也 石森達幸 島木綿子 市川千恵子 郷里大輔 鈴置洋孝 福士秀樹 |
|                          |                              | |
| 演出                     |                              | 春日正伸 （伊達康将）                                                                                |
| 翻訳                     | 高瀬鎮夫（日本語字幕）       | 進藤光太                                                                                             |
| 調整                     |                              | 山田太平                                                                                             |
| 効果                     |                              | PAG                                                                                                  |
| 配給                     |                              | ワーナー・ブラザース                                                                                 |
| 解説                     |                              | 淀川長治                                                                                             |
| 製作                     |                              | 日米通信社 （東北新社）                                                                              |
| テレビ朝日担当           |                              | 山田ゆみ子 圓井一夫                                                                                  |
| 初回放送                 |                              | 1983年4月10日 『日曜洋画劇場』                                                                       |

## 評価
レビュー・アグリゲーターのRotten Tomatoesでは36件のレビューで支持率は69%、平均点は6.20/10となった。Metacriticでは7件のレビューを基に加重平均値が58/100となった。